# Orbinia kupfferi
Orbinia kupfferi är en ringmaskart som först beskrevs av Ehlers 1875.  Orbinia kupfferi ingår i släktet Orbinia och familjen Orbiniidae. Inga underarter finns listade i Catalogue of Life.